# Gościno (jezioro)
Gościno – jezioro na Równinie Gryfickiej, położone w woj. zachodniopomorskim, w powiecie kołobrzeskim, gminie Gościno. 
Powierzchnia zwierciadła wody wynosi od 13,5 ha.
Zwierciadło wody położone jest na wysokości 19,8 m n.p.m..
Od północnego brzegu z jeziora wypływa struga Ołużna.
W niewielkiej odległości od jeziora znajduje się miasto Gościno.